# Рушень
Рушень, Рушені (рум. Rușeni) — село у повіті Сату-Маре в Румунії. Входить до складу комуни Пеулешть.
Село розташоване на відстані 437 км на північний захід від Бухареста, 10 км на південний схід від Сату-Маре, 115 км на північний захід від Клуж-Напоки.

## Населення
За даними перепису населення 2002 року у селі проживали 232 особи.
Національний склад населення села:
| Національність | Кількість осіб | Відсоток |
| -------------- | -------------- | -------- |
| румуни         | 226            | 97,4%    |
| угорці         | 6              | 2,6%     |

Рідною мовою назвали:
| Мова      | Кількість осіб | Відсоток |
| --------- | -------------- | -------- |
| румунська | 226            | 97,4%    |
| угорська  | 6              | 2,6%     |